# 林樂詩
林樂詩，是香港迪士尼樂園原創的一位漫威角色，身份為神盾局科技館的總工程師。由香港女演員宣萱饰演。

## 角色背景
林樂詩（Leslie Lam）是香港迪士尼樂園遊樂設施「蟻俠與黃蜂女：擊戰特攻！」原創角色，其工作為神盾局科技部的總工程師。秉持著神盾局科技部「以科學捍衛世界和平」的宗旨為己任，負責參與以及監督神盾局於亞洲地區所有最新研發項目和研究，並與「史達工業」聯手研創「突擊」戰車（Dagger）和電磁脈衝槍（EMP Blaster）。為人聰明，性格冷靜、自信，而且充滿幽默感。故事中她得知蟻俠和黃蜂女需要賓客的協助，即時引領自願參戰的賓客登上「突擊」戰車，配備電磁脈衝槍，前往數據核心和蟻俠與黃蜂女會合，帶領賓客一同參與這場激烈精彩的高科技互動探險。

## 故事表現
故事由訪客到訪神盾局（S.H.I.E.L.D.）在香港迪士尼明日世界「史達科技展」新設的「神盾局科技館」開始。一次尋常的參觀之旅，因為九頭蛇（Hydra）在香港發起雙重襲擊而被迫中斷，並牽起幕幕激戰。
邪惡組織九頭蛇不但偷襲香港史達大樓以掠奪弦反應能源器，阿尼姆·索拉（Arnim Zola）更派出數千隻機械蟲軍團入侵「神盾局科技館」，試圖偷取儲存高度機密資料的數據核心，科技展亦因此而被逼中止，並需要緊急疏散內部所有研究人員及參觀的訪客。鐵甲奇俠在九龍鬧市奮戰九頭蛇機械人的同時，決定召集蟻俠與黃蜂女前去捍衛「神盾局科技館」，因為只有他們可以縮小，從機械蟲盔甲縫隙間潛入其體內將其摧毀。面對成千上萬隻機械蟲，蟻俠與黃蜂女急需援手。於是，鐵甲奇俠與仍然身處「神盾局科技館」的科技部總工程師林樂詩聯絡，請求支援。因此，林樂詩隨即安排並號召「神盾局科技館」內的訪客加入行動，引領他們坐上神盾局最新研發、攻守兼備的「突擊」戰車，並配備與「史達工業」共同研發的電磁脈衝槍參戰，於戰鬥前向訪客講解任務指示、作戰內容和分析機械蟲弱點，並負責於戰鬥期間與蟻俠及黃蜂女的聯絡支援、提供情報指引等工作，與蟻俠及黃蜂女並肩撃敗阿尼姆·索拉。